# Wiesław Krawczyński
Wiesław Kazimierz Krawczyński (ur. 25 kwietnia 1884 w Lisku, zm. 17 kwietnia 1962 w Krakowie) – polski inżynier leśnictwa, działacz łowiecki, wykładowca.

## Życiorys
Urodził się 25 kwietnia 1884 w Lisku. Był synem Kazimierza (urzędnik podatkowy) i Olgi z domu Nawratil (1855-1898). Miał brata Aleksandra Feliksa (ur. 1889 lub 1891, zm. 1971, wydawca, antykwariusz). W Sanoku zamieszkiwali przy ulicy Rymanowskiej 109. 
W 1902 zdał egzamin dojrzałości w C. K. Gimnazjum Męskim w Sanoku (w jego klasie byli m.in. Bolesław Keim, Gustaw Kieszkowski, Tadeusz Miękisz, Mieczysław Wygrzywalski, Jan Zakrzewski). Ukończył Akademię Ziemiaństwa (Hochschule für Bodenkultur) w Wiedniu i uzyskał tytuł naukowy inżyniera leśnictwa.
Pełnił funkcję dyrektora lasów i dóbr hr. Romana Potockiego w Pomorzanach. Sprawował stanowisko nadleśniczego Lasów Państwowych w Zielonce i dyrektora Lasów Ordynacji Łańcuckiej hr. Alfreda Potockiego od 1923 do 1939. Był wykładowcą leśnictwa m.in. na Wydziale Leśnym Uniwersytetu im. Adama Mickiewicza w Poznaniu, na Wydziale Leśnym Politechniki Lwowskiej, jako adiunkt na Wydziale Rolnym i Leśnym Uniwersytetu Jagiellońskiego. Publikował prace dotyczące leśnictwa i łowiectwa. Napisał podręcznik Łowiectwo (1924). Był autorem słów i muzyki do „Hymnu Leśników” z lat 30. Został odznaczony najwyższymi odznaczeniami Polskiego Związku Łowieckiego.
W 1946 wysiedlony ze Lwowa. Zmarł 17 kwietnia 1962 w Krakowie i został pochowany na cmentarzu Rakowickim w Krakowie 20 kwietnia 1962 (kwatera LXXIII, rząd 16, miejsce 4).
Jego żoną została Jadwiga z domu Kowalska. Ich synem był Wiesław, żołnierz Armii Krajowej we Lwowie i więzień sowieckich łagrów na Syberii, autor biograficznej książki pt. Przez tundrę i tajgę po sowieckich łagrach. Ich wnukiem jest Stanisław Krawczyński, dyrygent, profesor sztuk muzycznych, rektor Akademii Muzycznej w Krakowie.
W 2012 ukazała się publikacja wspomnieniowa pt. Wiesław Krawczyński 1884-1963 leśnik i myśliwy, której autorką była Aldona Cholewianka-Kruszyńska, a 12 maja 2012 została odsłonięta tablica upamiętniająca W. Krawczyńskiego w Muzeum-Zamku w Łańcucie.